# Мотылькы (река, впадает в Чёртово озеро)
Мотылькы (устар. Мотыль-Кы) — река в России, протекает по территории Ямало-Ненецкого автономного округа. Впадает в Чёртово озеро. Длина реки составляет 30 км.

## Данные водного реестра
По данным государственного водного реестра России относится к Нижнеобскому бассейновому округу, водохозяйственный участок реки — Таз. Речной бассейн реки — Таз.
Код объекта в государственном водном реестре — 15050000112115300067035.